# TVP3 Katowice
TVP3 Katowice (Telewizja Polska SA Oddział w Katowicach, Telewizja Katowice, dawniej TVP Katowice, Tele 3 Katowice, GTR-3 – Górnośląska Telewizja Regionalna, potocznie niegdyś Tele-Trójka) – oddział terenowy Telewizji Polskiej obejmujący zasięgiem województwo śląskie z siedzibą w Katowicach, przy ulicy Telewizyjnej 1 (na granicy z Siemianowicami Śląskimi i Chorzowem) z redakcjami terenowymi w Bielsku-Białej, Częstochowie i Rybniku. Sztandarowym programem TVP3 Katowice jest serwis informacyjny Aktualności.
Kanał TVP3 Katowice nadawany jest bezpłatnie w ramach ogólnopolskiego trzeciego multipleksu naziemnej telewizji cyfrowej (MUX 3). Dostępny jest również w sieciach kablowych oraz bezpłatnie w Internecie dzięki stronie internetowej TVP Stream i aplikacji TVP GO.

## Kalendarium
- 3 grudnia 1957 o godz. 16:00 – nadano pierwszy program Telewizji Katowice, obejmował zasięgiem znaczną południową część kraju, a także część Czechosłowacji. Jako pierwsza powitała telewidzów aktorka Teatru Śląskiego im. Stanisława Wyspiańskiego w Katowicach Lilianna Czarska[4].
- styczeń 1958 – rozpoczęto regularne cotygodniowe prezentacje widowisk teatralnych. Raz w tygodniu na antenie Telewizji Katowice ukazywało się wznowienie spektaklu scenicznego, bądź oryginalne widowisko telewizyjne. Na antenie ogólnopolskiej Telewizji Polskiej spektakle emitowane były w cyklu „Teatru Piątkowego”[5].
- 29 kwietnia 1966 – oddano do użytku nową siedzibę ośrodka telewizyjnego w Katowicach[6].
- 1976 – powołanie oddziału Wytwórni Filmowej POLTEL, który produkował krótkie formy reportażowe, filmy dokumentalne, seriale i filmy telewizyjne jak Zdaniem obrony, Blisko, coraz bliżej, Rodzina Kanderów[4].
- 1 października 1985 – Telewizja Katowice uruchomiła pierwszy w Polsce kilkugodzinny blok programowy nadawany w godzinach porannych na częstotliwościach Dwójki, kiedy na jej antenie była przerwa w emisji programu[7]. Początkowo emitowano wyłącznie na obszarze województw katowickiego, bielskiego, częstochowskiego i opolskiego, a od 5 grudnia 1987[8] do 27 stycznia 1990[9] w niektóre soboty bloki były również emitowane w całym kraju[10].
- 14 maja 1990 – Telewizja Katowice jako pierwszy kanał w Polsce rozpoczęła nadawanie programu na własnej częstotliwości pod nazwą GTR-3 – Górnośląska Telewizja Regionalna[11] (testy były prowadzone na kanale 6 od 30 stycznia[12] do 3 lutego 1990[13]). W maju 1991 z powodu licznych oskarżeń o emisję treści naruszających polską rację stanu, rzekome działania separatystyczne załogi ośrodka i nieprawidłowości w zarządzaniu jego finansami GTR-3 została zastąpiona kanałem o nazwie Tele 3 (potocznie Tele-Trójka)[14].
- 1 stycznia 1994 – TV Katowice przeszła z systemu nadawania kolorów SECAM na PAL[15].
- 5 września 1994 – Telewizja Katowice wraz z pozostałymi ośrodkami TVP rozpoczął emisję codziennego, początkowo prawie czterogodzinnego bloku wspólnych pasm programowo-reklamowych o charakterze ogólnopolskim pod nazwą TVP Regionalna[16].
- 1995 – wyemitowano pierwszy program z dźwiękiem stereo[17].
- 1 września 1995 – rozpoczęto nadawanie całodobowego programu[18].
- 1 października 1997 – telewizja katowicka nadaje swój program tylko na kanale 60 z obiektu RTCN Kosztowy[19]. Dotąd nadawała także na kanale 6[11].
- lipiec 1998 – uruchomiono nadajnik TV Katowice w częstochowskim Błesznie na kanale 31, gdzie zastąpił drugi program TVP[20].
- luty 1999 – katowicki oddział zaczyna nadawać teletext – Telegazetę Regionalną[21]. W styczniu rozpoczęto emisję testową[22].
- 17 stycznia 2000 – Ruszyła Opolska Telewizja Regionalna. Pierwszy raz samodzielnie nadano program z Opola w paśmie rozłącznym TVP2 – Opolski Serwis Informacyjny, którego emisja była realizowana w dni powszednie. Był to poważny krok dla redakcji opolskiej do usamodzielnienia się, a w konsekwencji do uniezależnienia się organizacyjnie i finansowo od ośrodka w Katowicach[23].
- 28 lutego 2001 – powołanie Opolskiego Ośrodka Regionalnego TVP SA, podlegającego bezpośrednio Oddziałowi Terenowemu w Katowicach. Ośrodek usamodzielnił się 1 stycznia 2005 roku[24].
- 3 marca 2002 – katowicki oddział zaczyna nadawać w ramach stacji informacyjno-regionalnej TVP3 jako TVP3 Katowice[25].
- 7 marca 2003 – zmiana logo i oprawy graficznej tak jak w pozostałych programach Telewizji Polskiej[26].
- 1 stycznia 2005 – województwo opolskie zostało przejęte przez nowo powstały oddział terenowy TVP SA w Opolu, tym samym Telewizja Katowice nadaje swój program tylko w województwie śląskim[27].
- 6 października 2007 – Telewizja Katowice wraz z innymi ośrodkami TVP rozpoczęła nadawanie w ramach pasm lokalnych TVP Info jako TVP Katowice[28].
- 16 kwietnia 2008 – po blisko czterech latach starań mieszkańców uruchomiono przemienniki o mocy 50 W z programem TVP Katowice w Węgierskiej Górce i Szczyrku[29].
- 24 czerwca 2008 – redakcja w Częstochowie uzyskała dostęp do łącza szerokopasmowego, dzięki czemu informacje z regionu zaczęły docierać znacznie szybciej do Katowic[30].
- 15 stycznia 2010 – w budynku katowickiego oddziału Telewizji Polskiej wybuchł pożar, nikt nie ucierpiał[31].
- 30 grudnia 2010 o godz. 16:00 – program lokalny TVP Katowice ostatni raz był retransmitowany na antenie Dwójki[32].
- 24 marca 2011 – 14 grudnia 2011 – testowa emisja MUX 3 z programem TVP Katowice z obiektu RTON Wisła/Skrzyczne na kanale 62[33][34].
- 30 sierpnia 2011 – 1 września 2013 – program TVP Katowice został dodany do MUX 3, jako druga wersja regionalna TVP Info, z nadajników RTCN Opole/Chrzelice i RTCN Kraków/Chorągwica[35][36].
- 27 października 2011 – uruchomienie regularnego przekazu katowickiej TVP w MUX 3 z RTCN Kosztowy i TON Częstochowa/Błeszno[37].
- 7 lutego 2012 – TVP Katowice, wraz z pasmem TVP Info, zaczęła nadawanie w DVB-T w formacie panoramicznym 16:9, zaś w analogu w letterboxie.
- 25 lutego 2013 – katowicki program regionalny można oglądać bezpłatnie w Internecie dzięki stronie internetowej i aplikacji TVP Stream[3].
- 19 marca 2013 – pierwsze wyłączenie nadajników analogowych ośrodka, przy jednoczesnym włączaniu nadajnika MUX 3 z obiektu RTON Wisła/Skrzyczne i przekaźników cyfrowych na obszarach górskich[38][39].
- 22 kwietnia 2013 – wyłączono nadajnik analogowy w Częstochowie, przy jednoczesnym włączaniu nadajnika cyfrowego MUX 3 z RTCN Częstochowa/Wręczyca Wielka[40][41].
- 20 maja 2013 – wyłączono ostatni nadajnik analogowy ośrodka[42].
- 1 września 2013 – TVP Katowice nadaje programy w ramach nowego kanału TVP Regionalna[43].
- 25-28 kwietnia 2014 – uruchomiono dodatkowe nadajniki MUX 3 w Zabrzu, Rybniku, Siemianowicach Śląskich i na szczycie Szyndzielnia w granicach Bielska-Białej[44].
- 2 stycznia 2016 – powrócono do dawnej nazwy TVP3 Katowice[45][46].
- 3 grudnia 2017 – na antenie stacji wyemitowano program specjalny z okazji 60 rocznicy powstania Telewizji Katowice[47].
- 4 czerwca 2020 – przeniesiono na nową częstotliwość stację retransmisyjną TSR Ustroń/Góra Czantoria z kanału 60 na 41 w ramach tzw. refarmingu, czyli zwolnienia kanałów telewizyjnych powyżej pasma 700 MHz na potrzeby telefonii komórkowej[48].
- 23 maja 2022 – ze względu na zmianę standardu nadawania na DVB-T2/HEVC (nie dotyczyło to MUX 3 i MUX 8) zwiększono moc emisji z dotychczasowych nadajników i uruchomiono nadajnik w Ogrodzieńcu[49].
- 15 grudnia 2023 – rozpoczęcie emisji TVP3 Katowice w jakości HD[50].
- 20 grudnia 2023 – stacja zostaje wyłączona i tymczasowo sygnał zastąpiony przez TVP2.[51]
- 26 grudnia 2023 – stacja powraca do nadawania[52].

## Nadajniki naziemne TVP3 Katowice

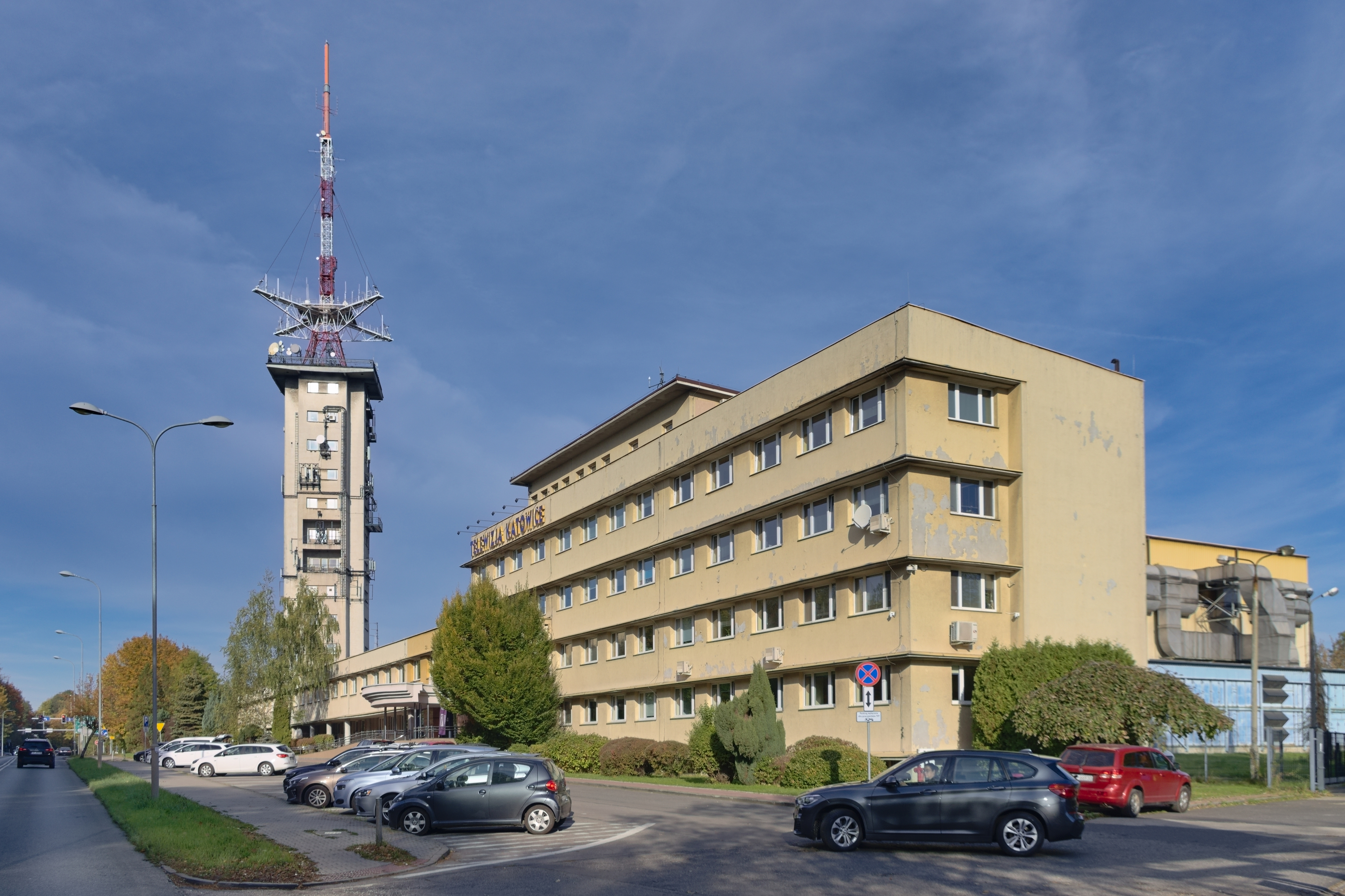
Siedziba TVP3 Katowice i Wieża SLR Bytków (stacja Linii Radiowych Bytków EmiTel) – często błędnie uznawana za własność Telewizji Katowice

### Obszary nadawania
- 3 grudnia 1957 - 31 maja 1975 – emisja w województwach: katowickim i opolskim
- 1 czerwca 1975 - 31 grudnia 1998 – emisja w województwach: katowickim, częstochowskim, bielskim  i opolskim
- 1 stycznia 1999 - 31 grudnia 2004 – emisja w województwach: śląskim i opolskim
- od 1 stycznia 2005 – emisja tylko w województwie śląskim

### Nadajniki analogowe wyłączone w 2013 roku
| Typ obiektu | Nazwa obiektu                  | Częstotliwość (MHz) | Kanał | Charakterystyka promieniowania | Polaryzacja | Moc (kW) | Data wyłączenia nadajnika |
| ----------- | ------------------------------ | ------------------- | ----- | ------------------------------ | ----------- | -------- | ------------------------- |
| RTCN        | Katowice/Kosztowy              | 783,25 MHz          | 60    | dookólna (ND)                  | pozioma (H) | 100 kW   | 20 maja 2013              |
| TON         | Częstochowa/Błeszno            | 551,25 MHz          | 31    | kierunkowa (D)                 | pozioma (H) | 3 kW     | 22 kwietnia 2013          |
| TSR         | Racibórz/ul. Cmentarna         | 695,25 MHz          | 49    | kierunkowa (D)                 | pozioma (H) | 0,1 kW   | 19 marca 2013             |
| TSR         | Węgierska Górka/Góra Przybędza | 519,25 MHz          | 27    | kierunkowa (D)                 | pozioma (H) | 0,05 kW  | 19 marca 2013             |
| TSR         | Szczyrk/DW Centrum             | 647,25 MHz          | 43    | kierunkowa (D)                 | pozioma (H) | 0,05 kW  | 19 marca 2013             |
| TSR         | Żywiec/Góra Grojec             | 687,25 MHz          | 48    | dookólna (ND)                  | pozioma (H) | 0,04 kW  | 19 marca 2013             |

Opracowano na podstawie materiału źródłowego.

### Nadajniki cyfroweDVB-T2MUX 3
Wszystkie nadajniki są położone w województwie śląskim i emitują sygnał w polaryzacji poziomej (w skrócie H) poza SLR Bytków. 23 maja 2022 roku ze względu na zmianę standardu nadawania na DVB-T2/HEVC (nie dotyczyło to MUX 3 i MUX 8) w województwach łódzkim, małopolskim, opolskim, podkarpackim, śląskim, świętokrzyskim, w części województw lubelskiego i mazowieckiego oraz w pozostałej części wielkopolskiego uruchomiono nowe nadajniki albo zwiększono moc emisji z dotychczasowych nadajników. 15 grudnia 2023 roku zmieniono standard nadawania nadajników MUX 3 na DVB-T2/HEVC.

#### Stacje główne
| Typ obiektu | Nazwa obiektu               | Częstotliwość (MHz) | Kanał | Charakterystyka promieniowania | Polaryzacja | Moc (kW) | Data uruchomienia nadajnika |
| ----------- | --------------------------- | ------------------- | ----- | ------------------------------ | ----------- | -------- | --------------------------- |
| RTCN        | Katowice/Kosztowy           | 634 MHz             | 41    | kierunkowa (D)                 | pozioma (H) | 100 kW   | 27 października 2011        |
| RTCN        | Częstochowa/Wręczyca Wielka | 634 MHz             | 41    | kierunkowa (D)                 | pozioma (H) | 80 kW    | 22 kwietnia 2013            |
| RTON        | Wisła/Skrzyczne             | 634 MHz             | 41    | kierunkowa (D)                 | pozioma (H) | 50 kW    | 19 marca 2013               |
| TON         | Zabrze/Komin EC             | 634 MHz             | 41    | kierunkowa (D)                 | pozioma (H) | 20 kW    | 25 kwietnia 2014            |
| SLR         | Katowice/Bytków             | 634 MHz             | 41    | kierunkowa (D)                 | pionowa (V) | 10 kW    | 28 kwietnia 2014            |
| TON         | Katowice/Rybnik             | 634 MHz             | 41    | dookólna (ND)                  | pozioma (H) | 7 kW     | 28 kwietnia 2014            |
| TON         | Ogrodzieniec                | 634 MHz             | 41    | kierunkowa (D)                 | pozioma (H) | 4 kW     | 23 maja 2022                |
| TON         | Częstochowa/Błeszno         | 634 MHz             | 41    | dookólna (ND)                  | pozioma (H) | 3 kW     | 27 października 2011        |
| SLR         | Szyndzielnia                | 634 MHz             | 41    | kierunkowa (D)                 | pozioma (H) | 1 kW     | 28 kwietnia 2014            |

#### Stacje retransmisyjne (TSR)
| Nazwa obiektu                  | Częstotliwość (MHz) | Kanał | Charakterystyka promieniowania | Polaryzacja | Moc (kW) | Data uruchomienia nadajnika |
| ------------------------------ | ------------------- | ----- | ------------------------------ | ----------- | -------- | --------------------------- |
| Wisła/Góra Kozińce             | 634 MHz             | 41    | dookólna (ND)                  | pozioma (H) | 0,076 kW | 19 marca 2013               |
| Cieszyn/ul. Mickiewicza        | 634 MHz             | 41    | dookólna (ND)                  | pozioma (H) | 0,049 kW | 19 marca 2013               |
| Istebna/Złoty Groń             | 634 MHz             | 41    | kierunkowa (D)                 | pozioma (H) | 0,037 kW | 19 marca 2013               |
| Koniaków/Góra Ochodzita        | 634 MHz             | 41    | dookólna (ND)                  | pozioma (H) | 0,034 kW | 19 marca 2013               |
| Brenna/Wzgórze Jatny           | 634 MHz             | 41    | dookólna (ND)                  | pozioma (H) | 0,033 kW | 19 marca 2013               |
| Węgierska Górka/Góra Przybędza | 634 MHz             | 41    | kierunkowa (D)                 | pozioma (H) | 0,032 kW | 19 marca 2013               |
| Racibórz/ul. Cmentarna         | 634 MHz             | 41    | kierunkowa (D)                 | pozioma (H) | 0,026 kW | 19 marca 2013               |
| Ustroń/Góra Czantoria          | 634 MHz             | 41    | dookólna (ND)                  | pozioma (H) | 0,025 kW | 19 marca 2013               |
| Rajcza/Góra Hutyrów            | 634 MHz             | 41    | kierunkowa (D)                 | pozioma (H) | 0,022 kW | 19 marca 2013               |
| Koszarawa/Wzgórze Mendralowe   | 634 MHz             | 41    | kierunkowa (D)                 | pozioma (H) | 0,022 kW | 19 marca 2013               |
| Ujsoły/Góra Kubiesówka         | 634 MHz             | 41    | kierunkowa (D)                 | pozioma (H) | 0,018 kW | 19 marca 2013               |
| Szczyrk/DW Centrum             | 634 MHz             | 41    | kierunkowa (D)                 | pozioma (H) | 0,018 kW | 19 marca 2013               |
| Jeleśnia/Góra Krzyżowa         | 634 MHz             | 41    | kierunkowa (D)                 | pozioma (H) | 0,013 kW | 19 marca 2013               |
| Szczyrk/ul. Salmopolska        | 634 MHz             | 41    | kierunkowa (D)                 | pozioma (H) | 0,011 kW | 19 marca 2013               |
| Szczyrk/ul. Poziomkowa         | 634 MHz             | 41    | kierunkowa (D)                 | pozioma (H) | 0,010 kW | 19 marca 2013               |
| Żywiec/Góra Grojec             | 634 MHz             | 41    | dookólna (ND)                  | pozioma (H) | 0,010 kW | 19 marca 2013               |

Opracowano na podstawie materiałów źródłowych.

## Programy TVP3 Katowice
Ramówka obejmuje m.in. programy informacyjne z regionu, publicystyczne, przyrodnicze, reportaże, transmisje z mszy świętych, transmisje sportowe oraz relacje z koncertów, spektakli i wystaw.

### Programy własne (stan na lato 2022)
Informacja i publicystyka
- Aktualności (od 1961 roku) – regionalny serwis informacyjny.
- Sport – codzienne podsumowanie wydarzeń sportowych w regionie.
- Pogoda (Magazyn Meteo) – prognoza pogody dla województwa śląskiego na najbliższą noc i kolejny dzień.
- Rozmowa dnia (od 2017 roku) – poranne rozmowy z gośćmi o aktualnych wydarzeniach w regionie.
- Optyka polityka (od 2016 roku) – program publicystyczny, w którym są zapraszani najważniejsi politycy województwa śląskiego.

Kultura i sztuka
- Zawsze z kulturą (od 2020 roku) – opiniotwórczy magazyn filmowo-reporterski przybliżający najważniejsze zagadnienia kulturalne i popularno-naukowe województwa śląskiego.
- Mini Jack (od 2020 roku) – program muzyczny oparty na muzyce znalezionej w sieci. Zawiera niebanalne teledyski i odkrywa nietuzinkowych wykonawców.
- Kadry Śląskiej Filmówki (od 2019 roku) – cykl Telewizji Katowice realizowany w Szkole Filmowej im. Krzysztofa Kieślowskiego Uniwersytetu Śląskiego. Program opowiada historię szkoły, prezentuje sylwetki jej wykładowców - wybitnych twórców filmu polskiego, pokazuje jak szkoleni są przyszli reżyserzy, operatorzy i kierownicy produkcji. W magazynie prezentowane są też fragmenty etiud i filmów produkowanych w szkole.
- Portret subiektywny (od 2019 roku) – rozmowy ze sławnymi Ślązakami
- Gwarowy Koncert Życzeń – program muzyczny, prezentujący piosenki śpiewane w języku śląskim wraz z życzeniami.
- Koncert Życzeń – program muzyczny, prezentujący polskie i zagraniczne piosenki wraz z życzeniami.

Programy lifestylowe
- I po drzemie (od 2021 roku) – popołudniowy program rozrywkowy Telewizji Katowice
- Rodzaj żeński (od 2020 roku) – program o kobietach, od kobiet, ale dla kobiet i ich mężczyzn
- Pokój na poddaszu (od 2020 roku) – program na żywo
- Trzcina, grzyby i ryby (od 2020 roku) – magazyn wędkarski
- Dej pozór. Szoł tok Izoldy Czmok (od 2013 roku) – to spotkania z ludźmi, którzy promują tradycyjne, śląskie wartości, realizujący różne przedsięwzięcia inspirowane dziedzictwem kulturowym Śląska.
- Godki fest ucieszne dla dorosłych (od 2019 roku) – Marek Szołtysek opowiada po śląsku ciekawe historie, legendy, czasem bajki, związane z kulturą Górnego Śląska.
- Łowcy pasjonatów (od 2021 roku) – program dziennikarzy TVP3 Katowice, poświęcony ludziom pozytywnie zakręconym
- Studio 3 (od 2017 roku) – wakacyjny program na żywo

Programy kulinarne
- Rączka gotuje (od 2012 roku) – program kulinarny Remigiusza Rączki prezentujący kuchnię śląską
- Słodka kuchnia Pszczółek (od 2018 roku) – w swojej słodkiej kuchni w każdym odcinku przedstawią przepis na pyszny i efektowny wypiek lub deser.

Gospodarka
- Relacje – program gospodarczo-ekonomiczny.
- Kolej na Śląskie (od 2022 roku) – program ukazujący rozwój jednego z najbardziej ekologicznych środków komunikacji.
- Agrorozmowa (od 2022 roku) – rozmowy o rolnictwie[66]

Społeczeństwo
- Informator KSM – informator Katowickiej Spółdzielni Mieszkaniowej.
- Senior na fali (od 2020 roku) – program dla seniorów
- Metropuls (od 2020 roku)
- Daleko od domu (od 2022 roku) – magazyn mówiący o losach uchodźców z Ukrainy, którzy znaleźli schronienie w Polsce[68].

Reportaże
- Śląskie 4 YOU (od 2019 roku) – cykl dokumentalny Violetty Rotter-Kozery, na który składają się barwne, filmowe opowieści o wyjątkowych ludziach odnajdujących w tym co śląskie wartości ponadczasowe.

Historia
- Z historią w tle (od 2021 roku) – wszystko, co ważne, ciekawe i warte przypomnienia: miejsca, ludzi oraz ich historie

Przyroda i ekologia
- Ekoagent (od 2012 roku) – program o ekologii
- Ekonatura (od 2021 roku)

Nauka i edukacja
- Klucz do zdrowia (od 2021 roku) – program o charakterze lifestylowym, promujący zdrowy tryb życia, zdrowe nawyki żywieniowe, profilaktykę.
- Bilans zdrowia (od 2018 roku) – magazyn medyczny

Religia
- Credo (od 2016 roku) – magazyn religijny, prezentujący życie religijne w województwie śląskim.

Sport
- Stały fragment gry (od 2022 roku)
- Historie na medal (od 2022 roku) – wielkie postaci sportu na Górnym Śląsku, bohaterowie sprzed lat, ale także wspaniałe młode talenty
- Magazyn hokejowy Po bandzie (od 2020 roku) – cykliczny program poruszający tematy związane z bieżącymi wydarzeniami (ligowymi, reprezentacyjnymi) oraz przybliżający widzom tajniki dyscypliny, historię sukcesów sprzed lat i znane postacie polskiego hokeja.
- Piłkarska 3 (od 2016 roku) – w programie skróty meczów, bramki, wywiady, analizy
- Narciarski weekend

### Programy nieemitowane w TVP3 Katowice (niepełna lista)
- Gość Aktualności – rozmowy z gośćmi o aktualnych wydarzeniach w regionie.
- Do Teatru (2015-2020) – program kulturalny, prezentujący wydarzenia teatralne w województwie śląskim.
- Z kulturą (2016-2020) – program kulturalny, prezentujący wydarzenia kulturalne w województwie śląskim.
- Uwaga! Weekend! (2016-2020) – program kulturalny, prezentujący weekendowe wydarzenia kulturalne w województwie śląskim.
- Telewizyjna 1 – program lifestyle'owy, w którym są zapraszani goście bądź muzycy.
- Na szlaku wydarzeń – program kulturalny, prezentujący najważniejsze wydarzenia kulturalne na Beskidziu.
- Znani, niezapomniani - program prezentujący dalsze losy zapomnianych muzyków.
- Trudny Rynek – program gospodarczo-ekonomiczny.
- A życie toczy się dalej... (2014-2020) – cotygodniowy program, prezentujący zapomnianych już bohaterów, których przed laty pokazywały kamery Telewizji Katowice.
- Magazyn Reporterów Telewizji Katowice – cotygodniowy program interwencyjny Telewizji Katowice.
- Po drugiej stronie ulicy (2012-2020) – program, w którym są prezentowane reportaże.
- Bliżej natury – program przyrodniczy, prezentujący przyrodę województwa śląskiego.
- Eko Sonda - program edukacyjny, prezentujący ekologię Śląska.
- Informator KZK GOP - emitowany raz w miesiącu program, który jest informatorem dotyczącym komunikacji miejskiej KZK GOP na Górnym Śląsku.
- Odkrywanie Jury - program turystyczny, prezentujący Jurę Krakowsko-Częstochowską.
- Ślązaków Portret Własny - program, którego bohaterami są znane osoby związane z województwem śląskim.
- Tego nie wiecie - program edukacyjny, pokazujący tajniki produktów i usług, z których korzystamy na co dzień.
- Kronika Jurajska (2016-2018) – program ukazujący Jurę Krakowsko-Częstochowską.
- Kroniki miast – program, w którym są prezentowane miasta województwa śląskiego.
- Kronika Zaolzia (2016-2018) – program regionalny, ukazujący życie Polaków mieszkających na Zaolziu.
- Marcin i jego zwierzaki (2016-2020) – program dotyczący tematyki i ochrony zwierząt.
- Sacrum Profanum – emitowany co 2 tygodnie najstarszy program religijny Telewizji Katowice, prezentujący życie religijne w Archidiecezji Katowickiej.
- Sola scriptura (2016-2019) – program religijny, ukazujący społeczność Ewangelików żyjących na Śląsku.
- Czas na jazdę – cotygodniowy program motoryzacyjny.
- Weekend z Potuchą – program prezentujący ekstremalny sport.
- Na Antenie – program ukazujący kulisy programów Telewizji Katowice oraz zapowiedzi programowe na nadchodzący tydzień.

### Programy TVP3 Katowice na antenach ogólnopolskich (niepełna lista)
- Ktokolwiek widział, ktokolwiek wie (od 2016 roku) (dla TVP3)
- Rączka gotuje (od 2012 roku) – program kulinarny Remigiusza Rączki prezentujący kuchnię śląską (dla TVP3)
- Słodka kuchnia Pszczółek (od 2018 roku) – w swojej słodkiej kuchni w każdym odcinku przedstawią przepis na pyszny i efektowny wypiek lub deser (dla TVP3)
- Agrorozmowa (od 2022 roku) – rozmowy o rolnictwie (dla TVP3)[66].
- Godki fest ucieszne dla dorosłych (od 2019 roku) – Marek Szołtysek opowiada po śląsku ciekawe historie, legendy, czasem bajki, związane z kulturą Górnego Śląska (dla TVP3).

## Oprawa graficzna TVP3 Katowice

### Plansza wywoławcza i sygnał Telewizji Katowice
W przeddzień Barbórki 1957 roku, o godzinie 16.00 na ekranach telewizorów ukazała się po raz pierwszy plansza wywoławcza ośrodka w Katowicach. Plansza przedstawia podzielony na dwa wiersze napis Telewizja Katowice, zapisany wersalikami o cienkim i rozciągniętym w pionie kroju liter, wkomponowany w szyb kopalniany na niebiesko-biało-beżowym tle, do końca lat 70. XX wieku na szaro-białym tle. Sygnał muzyczny stacji został opracowany na motywach starej śląskiej piosenki ludowej: Naciął ja se naciął znanej też pod tytułem Drzemieć mi się drzemieć – wcale mi się spać chce (w wersji instrumentalnej), zwany potocznie Młoteczkami lub Młotkami, ze względu na dźwięki wychodzące podczas grania melodii. 
Od końca lat 70. XX wieku plansza była wyświetlana w kolorze. Emitowano ją przed rozpoczęciem i po zakończeniu programów lokalnych w Dwójce do 30 grudnia 2010 roku, nierzadko także przed programami emitowanymi na antenach ogólnopolskich. Od połowy maja 2016 roku jest ponownie emitowana na antenie TVP3 Katowice, natomiast została wykadrowana do formatu 16:9.

### Logo TVP3 Katowice
| Okres wykorzystywania             | Opis | Ilustracja |
| --------------------------------- | --- | ---------- |
| 1987 – 13 maja 1990               | Połączone czerwone litery "tr" w zielonym kole. To logo nigdy nie było używane na ekranie. |            |
| 14 maja 1990 – 1991               | Konturowe litery gtR (g połączone z t; R zapisane kursywą), pod spodem brązowa cyfra 3. Pod skrótem po lewej stronie cyfry napis GÓRNOŚLĄSKA TELEWIZJA REGIONALNA, a po prawej stronie cyfry, też pod skrótem, napis KATOWICE. |            |
| 14 maja 1990 – 1991               | Po lewej stronie znajduje się ciemnoróżowa figura przypominająca literę G, natomiast na dole ciemnobłękitna figura przypominającą literę R, a w prawym górnym rogu w tym samym kolorze cyfra 3. Każda z nich ma swój cień, dzięki którym wyłania się litera T.                                                                                           |            |
| 1991 – 1994                       | Czerwono-niebieski napis tele3, nad którym umieszczony jest okrąg przypominający orbitę bądź pierścień. Używany był tylko w oprawie graficznej stacji (identy, przerywniki itd.). |            |
| 1993 – 30 sierpnia 1998           | Napis TELE, obok napisu stylizowana cyfra 3 w fioletowym prostokącie. Na dole prostokąta po prawej znajduje się napis KATOWICE. Na ekranie biały napis Tele3 w lewym górnym rogu (regularnie emitowany od września 1995), pod koniec 1996 przeniesiono go na prawy górny róg ekranu, zaś od maja 1997, zmianie często ulegała czcionka w ekranowym logo. |            |
| 31 sierpnia 1998 – jesień 2000    | Logo TVP z kolorowymi pasami i pod spodem niebieski, pochyły napis KATOWICE. Logo na ekranie było wyświetlane w prawym górnym rogu bez pasków, a napis był biały. |            |
| jesień 2000 – 2001                | Po lewej stronie paski w barwach ówczesnej TVP. Obok obowiązujące w tamtym czasie logo nadawcy. Po prawej stronie cyfra 3. Paski z cyfrą 3 są połączone „łyżwą” nad której dolną częścią znajduje się napis Katowice. Na ekranie logo było emitowane w różnych wersjach.                                                                                 |            |
| 2001 – 6 marca 2003               | Logo podobne do poprzedniego, z tym że usunięto z niego „łyżwę” i rozszerzono napis Katowice. |            |
| 7 marca 2003 – 30 listopada 2007  | Nowe logo TVP, po prawej stronie cyfra 3, poniżej napis Katowice, wszystko w kolorze zielonym. Na ekranie logo krystaliczne (od 6 października do 30 listopada 2007 bez 3). |            |
| 1 grudnia 2007 – 31 sierpnia 2013 | Logo podobne do logo stacji TVP Info – zamiast napisu INFO jest napis Katowice. |            |
| 1 września 2013 – 1 stycznia 2016 | Białe logo TVP, poniżej napis Katowice; wszystko na zielonym tle. Logo występowało także w odwrotnej wersji kolorystycznej. |            |
| od 2 stycznia 2016                | Na granatowym tle logo TVP3, pod spodem napis Katowice. W 2017 roku z okazji 60 rocznicy powstania oddziału, występował biały dopisek 60 LAT. Od 16 lutego 2023 roku logo na ekranie jest mniejsze. |            |

## Możliwości produkcyjne
TVP3 Katowice ma bazę produkcyjną, do której można zaliczyć:
1. Studio produkcyjne 40 m²
2. Studio produkcyjne 110 m²
3. Studio produkcyjne 400 m²
4. Wóz transmisyjny wyposażony w 6 kamer
5. Wóz transmisyjny wyposażony w 10 kamer
6. Wóz satelitarny
7. Kran kamerowy